# María Carbonell Sánchez
María Carbonell Sánchez (27 de abril de 1852, Horta, Valencia - 27 de agosto de 1926, Horta, Valencia) fue una pedagoga española perteneciente al movimiento ideológico del Institucionalismo, el Feminismo y la Pedagogía social.
Hija y hermana de maestras, estudia en la Escuela Normal Femenina de Valencia, donde recibirá una completa formación pedagógica que combina teoría y práctica, obteniendo el título elemental en 1870 y el superior de maestra en 1871. 
Su trayectoria profesional se inicia en varias escuelas valencianas, como las de Ruzafa, Cheste y las de la calle Corona y Barques en Valencia. En 1891 obtiene el título de Profesora Normal en la Escuela Normal Central de Maestras (Madrid), con una nota de sobresaliente. En 1898 obtuvo el título de profesora de sordomudos y ciegos. 
En 1900 pasa a ser profesora de la Escuela Superior de Maestras de Granada, donde solamente permanecerá un año. En 1901 es trasladada nuevament a Valencia, donde ejercerá hasta 1922, año de su jubilación. Aquí impartió materias de antropología, principios de psicogenesia, pedagogía, historia de la pedagogía, Derecho y legislación educativa.

## Obra
María Carbonell es una de las pedagogas valencianas más famosas y una de las educadoras de mayor renombre en su tiempo. Fue también una gran divulgadora de las ideas regeneracionistas, con numerosas obras escritas y artículos en prensa (El Mercantil Valenciano, Las Provincias y La Voz Valenciana) revistas pedagógicas (La Escuela Moderna y El Educador Contemporáneo) e intervenciones en congresos y jornadas (Asambleas Pedagógicas de Valencia, IX Congreso de Higiene y Demografía, Congreso Pedagógico Nacional y congresos pedagógicos de Zaragoza, París y Bruselas). En 1905, fue invitada a pronunciar el discurso de apertura de la Escuela Normal de Valencia.
Los tres temas centrales que ocupan su obra pedagógica son la educación de las mujeres, el higienismo y la pedagogía social. En sus obras defendía una educación femenina más práctica y útil fundamentada en una base científica y dando una gran importancia a la higiene y a la educación física. 
Así, propuso un programa educativo para niñas que comprendía historia natural, química y física aplicadas a las labores del hogar: desinfección de las habitaciones, limpieza de muebles dorados, ropas, a la obtención de lejía, etc. En la Institución para la enseñanza de la mujer dictó una conferencia titulada "Las mujeres del Quijote", y en el Ateneo Científico de Valencia disertó sobre "El lujo y la frivolidad" y "La acción recíproca del sentimiento y la idea".
Libros publicados:
- Los pequeños defectos. Ligeros estudios sobre la educación de la juventud (Valencia: Librería de Francisco Aguilar, 1888), recopilación de diferentes artículos de la autora, ya aparecidos anteriormente en los medios de comunicación.
- Lecciones de Geografía (Valencia: Imprenta de Francisco Vives Mora, 1893), obra destinada a los estudiantes de Magisterio.
- Coqueterías. Sencillo episodio de la vida íntima, relatado a los lectores de "El Correo de Valencia" (Valencia: Imprenta Ripollés, 1897), obra escrita en respuesta al libro de una escritora francesa, la duquesa Laureana, en el que se ofrecían una serie de instrucciones para reconquistar un marido. Carbonell califica estas instrucciones de «perniciosos consejos»
- Carbonell Sánchez, María (1915). Obras. Hijos F. Vives.
- Temas de Pedagogía (Valencia: Imprenta Hijos de F. Vives Mora, 1920).

Artículos especializados aparecidos en revistas pedagógicas:
- Libros para la infancia (1891)
- La escuela educativa (1892)
- Algunas ideas sobre educación de la mujer (1893)
- Más sobre la educación de la mujer (1894)
- Educación (Fin de Siglo) (1894)
- Las emociones agradables y el sentimiento artístico en la niñez (1895)
- Ideas difuntas (1898)
- Acción recíproca de la idea y del sentimiento en la regeneración de un pueblo (1899)
- Las prácticas en las Escuelas Normales (1901)
- De la reorganización de las Escuelas Normales (1902)
- Pedagogía maternal (1903)
- Pedagogía maternal. Educación especial de la niña (1909)
- La higiene en las Escuelas Normales de Maestras (1912)

## Reconocimiento e influencia posterior

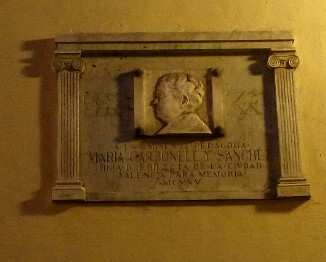
Placa a María Carbonell Sánchez a espaldas del Ayuntamiento de Valencia.

Ya en vida de María Carbonell, el 15 de marzo de 1893, su obra Los pequeños defectos. Ligeros estudios sobre la educación de la juventud fue declarada texto de lectura obligatoria en las escuelas de formación de educadores.
En diciembre de 1915 fue nombrada hija predilecta de Valencia, ocasión en la que se celebra un homenaje a su figura. Los textos dedicados por sus alumnas y diversas personalidades serían recogidos en el libro Homenaje a María Carbonell, prologado por Félix Martí Alpera, y una placa en su memoria se situó en la calle Arzobispo Mayoral, a espaldas del Ayuntamiento, antigua Casa de la Enseñanza.
En 1928, dos años después de su muerte, la Institución para la Enseñanza de la Mujer le rinde homenaje en el Paraninfo de la Universidad, con la participación de Carmen García de Castro, quien resaltó su vertiente como pedagoga dentro y fuera de la clase.  
El Instituto de Educación Secundaria de Benetúser (Valencia) lleva el nombre de María Carbonell i Sánchez.
En 2006, la Institució Alfons el Magnànim publicó el libro Las Mujeres del Quijote y otros escritos, una recopilación de textos de María Carbonell, con una introducción a su vida y obra a cargo de la investigadora Begoña Sáez Martínez.